# Chilo suppressalis
Espèce
Chilo suppressalis (perceur asiatique du riz, pyrale du riz, pyrale rayée du riz, pyrale rouillée) est une espèce d'insectes lépidoptères (papillons) de la famille des Crambidae, originaire d'Asie.
Cet insecte ravageur est l'un des principaux ravageurs du riz cultivé en Asie orientale, conjointement avec d'autres espèces du même genre, telles que Chilo hyrax et Chilo christophi. 
Les dégâts sont causés par les larves (chenilles) qui creusent des galeries dans les tiges de graminées, principalement le riz, entraînant souvent la destruction du bourgeon terminal (symptôme du « cœur mort » ) et la mort de la plante.
Relativement tolérante aux basses températures, l'espèce s'est établie dans plusieurs pays tempérés d'Europe (France, Espagne, Portugal notamment). 

## Synonymes
Selon CAB International :
- Chilo oryzae Fletcher, 1926-27
- Chilo simplex Hudson, 1895
- Chilo simplex Butler, 1877
- Crambus suppressalis Walker, 1863
- Jartheza simplex Butler, 1880